# Jogos Regionais da Somalilândia
Os Jogos Regionais da Somalilândia também conhecidos como (SRG Games) são um evento multiesportivo envolvendo atletas das Regiões da Somalilândia . O evento foi realizado pela primeira vez em 2011, e tem ocorrido a cada dois ou quatro anos desde então. Os jogos estão sob regulamentação do Ministério da Juventude e Esportes da Somalilândia com supervisão da Associação de Futebol da Somalilândia.